# Kasper Bøgelund
Kasper Bøgelund Nielsen (* 8. Oktober 1980 in Odense) ist ein ehemaliger dänischer Fußballspieler. Er spielte auf der Position des rechten Außenverteidigers.

## Karriere

### Im Verein
Kasper Bøgelund begann seine Karriere bei Brändekilde Bellinge und wechselte dann zu Odense BK. Hier wurde bald sein richtiges Talent entdeckt und er wechselte zum niederländischen Spitzenverein PSV Eindhoven, für den er von 1999 bis 2005 spielte. Zum Abschluss gewann er mit diesem Verein die niederländische Meisterschaft. 2005 wechselte er zum Bundesligisten Borussia Mönchengladbach. In zwei Bundesligajahren kam er 37-mal zum Einsatz und erzielte zwei Tore; diese beiden Treffer waren auch die ersten zwei Treffer seiner Profikarriere. Am 27. August 2005 erzielte er im Auswärtsspiel gegen den FC Schalke 04 das Tor des Jahres 2005. 2007 stieg er mit der Borussia in die 2. Liga ab. In der Saison 2007/08 war er in Mönchengladbach zusammen mit Oliver Neuville, Sascha Rösler und Patrick Paauwe im Mannschaftsrat vertreten. Allerdings hatte er in der Mannschaft, die den sofortigen Wiederaufstieg schaffte, im ganzen Jahr nur sieben Einsätze.
Der Vertrag von Kasper Bøgelund in Mönchengladbach endete am 30. Juni 2008. Daher wechselte Bøgelund im Sommer 2008 zum damals amtierenden dänischen Meister Aalborg BK, wo er Ende 2012 seine Karriere beendete.

### In der Nationalmannschaft
Sein erstes Spiel in der Nationalmannschaft bestritt Bøgelund am 13. Februar 2002 gegen Saudi-Arabien; insgesamt kam er auf 17 Einsätze für Dänemark. Das letzte Mal lief er am 19. November 2008 gegen Wales auf. Während seiner Zeit in der Nationalelf wurde er zudem von Trainer Morten Olsen in den Kader für die WM 2002 sowie in den Kader für die EM 2004 berufen.

## Titel und Erfolge
- Niederländischer Meister (4): 2000, 2001, 2003, 2005
- Niederländischer Pokalsieger (1): 2005
- Niederländischer Supercupsieger (3): 2000, 2001, 2003
- Aufstieg in die 1. Bundesliga (1): 2008
- Tor des Jahres (1): 2005
- Dänemarks U17-Talent des Jahres (1): 1996